# Abatiá
Abatiá ist ein brasilianisches Munizip im Norden des Bundesstaats Paraná. Es hat 7.241 Einwohner (2022), die sich Abatienser nennen. Seine Fläche beträgt 229 km². Es liegt 595 Meter über dem Meeresspiegel.

## Etymologie
Der Name stammt aus dem Tupi-Guaraní. Die Bedeutung ist Aba = Haar + tiá = frei, in der Zusammensetzung ist es der indigene Name für die violett-braunen Haare (Griffel) des Maiskolbens.

## Geschichte

### Besiedlung
Im Jahr 1927 wurde das Dorf Lajeado gegründet. Die ersten Bauern und Siedler kamen 1929. Männer wie João Carvalho, Antonio Maria, Cândido Coelho, Manoel José Pereira, João Vicente und João Ramalheiro brachten ihre Familien in ein Gebiet, in dem Kaingang-Indianer lebten. Die guten Voraussetzungen für den Anbau von Kaffee zogen diese Familien in den 1920er, 1930er und 1940er Jahren in das heutige Gebiet von Abatiá.
Später wurde das Dorf in Carvalhópolis umbenannt. Damit wurde die Familie Carvalho und insbesondere ihr Oberhaupt João Carvalho geehrt, der als Gründer des Ortes gilt.
Im Jahr 1938 begannen die Kapuzinermönche von Santo Antônio da Platina, die für das Dorf Lajeado zuständig waren, mit dem Bau einer großen Holzkirche im Zentrum des damaligen Carvalhópolis, der 1940 fertiggestellt wurde.
Bei der Erhebung des Dorfs in die Kategorie eines Distrikts von Santo Antônio da Platina im Jahr 1939 wurde es wieder in Lajeado umbenannt. Vier Jahre später erhielt der Distrikt den heutigen Namen Abatiá.
Im Jahr 1954 wurde die Pfarrei Nossa Senhora de Aparecida gegründet, die aus Ribeirão do Pinhal ausgegliedert wurde. Später, im März 1958, ging die Pfarrei in die Obhut von Pater Elói Morawietz über, einer für die Geschichte der Gemeinde Abatiá wichtigen Persönlichkeit.

### Erhebung zum Munizip
Abatiá wurde durch das Staatsgesetz Nr. 2 vom 10. Oktober 1947 aus Santo Antônio da Platina ausgegliedert und in den Rang eines Munizips erhoben. Es wurde am 27. Oktober 1947 als Munizip installiert.

## Geografie

### Fläche und Lage
Abatiá liegt auf dem Terceiro Planalto Paranaense (der Dritten oder Guarapuava-Hochebene von Paraná). Seine Fläche beträgt 229 km². Es liegt auf einer Höhe von 595 Metern.

### Vegetation
Das Biom von Abatiá ist Mata Atlântica.

### Klima
In Abatiá herrscht warmes, gemäßigtes Klima. Es gibt viel Niederschlag (1.427 mm pro Jahr). Die Klimaklassifikation nach Köppen und Geiger lautet Cfa. Im Jahresdurchschnitt liegt die Temperatur bei 21,4 °C.

### Gewässer
Abatiá liegt im Einzugsgebiet des Rio das Cinzas. Dieser bildet die östliche Grenze des Munizips. Im Westen reicht das Gebiet bis zu seinem linken Nebenfluss Rio Laranjinhas.

### Straßen
Abatiá liegt an der PR-436 von Ibaiti im Süden nach Bandeirantes im Norden.

### Nachbarmunizipien
| Cornélio Procópio | Bandeirantes                                |                          |
| Santa Amélia      | Kompassrose, die auf Nachbargemeinden zeigt | Santo Antônio da Platina |
|                   | Ribeirão do Pinhal                          | Jundiaí do Sul           |

## Stadtverwaltung
Bürgermeister: Nelson Garcia Junior, PDT (2021–2024)
Vizebürgermeister: Santo Caetano da Silva, PP (2021–2024)

## Demografie

### Bevölkerungsentwicklung
| Jahr | Einwohner | Stadt | Land |
| ---- | --------- | ----- | ---- |
| 1950 | 10.830    | 12 %  | 88 % |
| 1960 | 17.384    | 10 %  | 90 % |
| 1970 | 15.497    | 11 %  | 89 % |
| 1980 | 9.642     | 32 %  | 68 % |
| 1991 | 10.238    | 50 %  | 50 % |
| 2000 | 8.259     | 65 %  | 35 % |
| 2010 | 7.764     | 74 %  | 26 % |
| 2022 | 7.241     |       |      |

Quelle: IBGE, bis 2010: Volkszählungen und Volkszählung 2022

### Ethnische Zusammensetzung
| Gruppe * | 1991    | 2000    | 2010    | wer sich als …                                                                   |
| --- | ------- | ------- | ------- | -------------------------------------------------------------------------------- |
| Weiße | 66,0 %  | 75,1 %  | 68,0 %  | weiß bezeichnet                                                                  |
| Schwarze | 1,1 %   | 2,8 %   | 4,1 %   | schwarz bezeichnet                                                               |
| Gelbe | 0,1 %   | 1,3 %   | 0,5 %   | von fernöstlicher Herkunft wie japanisch, chinesisch, koreanisch etc. bezeichnet |
| Braune | 32,7 %  | 19,9 %  | 26,2 %  | braun oder als Mischung aus mehreren Gruppen bezeichnet                          |
| Indigene | 0,2 %   | 0,6 %   | 1,3 %   | Ureinwohner oder Indio bezeichnet                                                |
| ohne Angabe | 0,0 %   | 0,2 %   | 0,0 %   |                                                                                  |
| Gesamt | 100,0 % | 100,0 % | 100,0 % |                                                                                  |
| *) Das IBGE verwendet für Volkszählungen ausschließlich diese fünf Gruppen. Es verzichtet bewusst auf Erläuterungen. Die Zugehörigkeit wird vom Einwohner selbst festgelegt. |         |         |         |                                                                                  |

Quelle: IBGE (Stand: 1991, 2000 und 2010)